# 엘레나 보도레조바
엘레나 게르마노프나 보도레조바(러시아어: Елена Германовна Водорезова, 1963년 5월 21일 ~)는 러시아의 전직 피겨 스케이팅 선수로 소련을 대표했다. 그녀는 1983년 세계 선수권 대회에서 동메달을 획득했다.

## 선수 경력
엘레나 보도레조바는 모스크바 국군 스포츠 사회에서 스타니슬라브 주크의 지도를 받았다. 재능 프리 스케이팅 선수로서, 그녀는 겨우 12세의 나이로 1976년 동계 올림픽에서 자신의 나라를 대표했다. 그녀는 더블 플립, 토 루프 콤비네이션을 마무리하는 최초의 스케이트 선수였다. 그녀는 화려한 더블 악셀과 빠른 스핀으로 유명했다. 그녀는 1978년 유럽 선수권 대회에서 동메달을 획득했다. 그녀는 1982년 유럽 선수권 대회에서 2번째 동메달을 획득했고 1983년 유럽 선수권 대회에서 은메달을 획득했다. 그녀는 1983년 세계 선수권 대회에서 동메달을 획득했다. 보도레조바는 1984년 동계 올림픽에서 8위를 했다. 그녀는 1984년에 현역에서 은퇴했다. 그녀는 전직 스케이트 선수와 결혼했고 1987년에 아들 이반을 낳았다. 그녀는 모스크바 CSKK 클럽에서 코치가 되었다.